# Campionato europeo maschile di pallavolo 2026
Il campionato europeo maschile di pallavolo 2026, 34ª edizione dell'omonima competizione, si svolgerà nel 2026 a Milano, Modena, Napoli e Torino, in Italia, a Varna, in Bulgaria, a Tampere, in Finlandia e a Cluj-Napoca, in Romania.

## Scelta della sede
La Romania viene annunciata come paese organizzatore della competizione il 5 dicembre 2022, a cui fanno seguito il 26 febbraio 2024 la Bulgaria e il 14 marzo 2024 la Finlandia; il 25 marzo 2024 viene infine annunciato che la fase finale del torneo sarà ospitata dall'Italia.

## Qualificazioni
Al torneo hanno partecipato: le quattro nazionali dei paesi organizzatori, le prime otto nazionali classificate al campionato europeo 2023 (in questo caso si sono qualificate la nona e la decima classificata in quanto l'Italia e la Romania, rispettivamente seconda e settima nella precedente edizione, sono già qualificate come paese organizzatore) e dodici nazionali qualificate tramite il torneo di qualificazione.

## Impianti
|                                                                         |                                                                                        |                                                                               |
|                                                                         |                                                                                        |                                                                               |
| Arena Santa Giulia Città: Milano Capienza: 16 000 Anno d'apertura: 2026 | PalaPanini Città: Modena Capienza: 4 884 Anno d'apertura: 1985                         | Piazza del Plebiscito Città: Napoli Capienza: Anno d'apertura:                |
|                                                                         |                                                                                        |                                                                               |
| PalaVela Città: Torino Capienza: 1 961 Anno d'apertura: 8244            | Palazzo della cultura e dello sport Città: Varna Capienza: 6 000 Anno d'apertura: 1968 | Tampereen Kannen areena Città: Tampere Capienza: 13 054 Anno d'apertura: 2021 |
|                                                                         |                                                                                        |                                                                               |
| - Città: Cluj-Napoca Capienza: - Anno d'apertura: -                     |                                                                                        |                                                                               |

## Regolamento

### Formula
La formula ha previsto:
- Fase a gironi, disputata con gironi all'italiana: le prime quattro classificate di ogni girone hanno acceduto alla fase finale.
- Fase finale, disputata con ottavi di finale, quarti di finale, semifinali, finale per il terzo posto e finale.

### Criteri di classifica
Se il risultato finale è stato di 3-0 o 3-1 sono stati assegnati 3 punti alla squadra vincente e 0 a quella sconfitta, se il risultato finale è stato di 3-2 sono stati assegnati 2 punti alla squadra vincente e 1 a quella sconfitta.
L'ordine del posizionamento in classifica è stato definito in base a:
- Numero di partite vinte;
- Punti;
- Ratio dei set vinti/persi;
- Ratio dei punti realizzati/subiti;
- Risultati degli scontri diretti.

## Squadre partecipanti
| Squadra            | Qualificazione                              | Ultima partecipazione                               |
| ------------------ | ------------------------------------------- | --------------------------------------------------- |
| Belgio             | 1ª alle torneo di qualificazione (girone B) | Italia, Bulgaria, Israele e Macedonia del Nord 2023 |
| Bulgaria           | Paese organizzatore                         | Italia, Bulgaria, Israele e Macedonia del Nord 2023 |
| Danimarca          | 1ª alle torneo di qualificazione (girone A) | Italia, Bulgaria, Israele e Macedonia del Nord 2023 |
| Estonia            | 1ª alle torneo di qualificazione (girone D) | Italia, Bulgaria, Israele e Macedonia del Nord 2023 |
| Francia            | 4ª al campionato europeo 2023               | Italia, Bulgaria, Israele e Macedonia del Nord 2023 |
| Finlandia          | Paese organizzatore                         | Italia, Bulgaria, Israele e Macedonia del Nord 2023 |
| Germania           | 9ª al campionato europeo 2023               | Italia, Bulgaria, Israele e Macedonia del Nord 2023 |
| Grecia             | 1ª alle torneo di qualificazione (girone F) | Italia, Bulgaria, Israele e Macedonia del Nord 2023 |
| Israele            | 3ª miglior 2ª al torneo di qualificazione   | Italia, Bulgaria, Israele e Macedonia del Nord 2023 |
| Italia             | Paese organizzatore                         | Italia, Bulgaria, Israele e Macedonia del Nord 2023 |
| Lettonia           | 1ª miglior 2ª al torneo di qualificazione   | Polonia, Rep. Ceca, Estonia e Finlandia 2021        |
| Macedonia del Nord | 5ª miglior 2ª al torneo di qualificazione   | Italia, Bulgaria, Israele e Macedonia del Nord 2023 |
| Paesi Bassi        | 5ª al campionato europeo 2023               | Italia, Bulgaria, Israele e Macedonia del Nord 2023 |
| Polonia            | 1ª al campionato europeo 2023               | Italia, Bulgaria, Israele e Macedonia del Nord 2023 |
| Portogallo         | 10ª al campionato europeo 2023              | Italia, Bulgaria, Israele e Macedonia del Nord 2023 |
| Rep. Ceca          | 1ª alle torneo di qualificazione (girone C) | Italia, Bulgaria, Israele e Macedonia del Nord 2023 |
| Romania            | Paese organizzatore                         | Italia, Bulgaria, Israele e Macedonia del Nord 2023 |
| Serbia             | 6ª al campionato europeo 2023               | Italia, Bulgaria, Israele e Macedonia del Nord 2023 |
| Slovacchia         | 1ª alle torneo di qualificazione (girone G) | Polonia, Rep. Ceca, Estonia e Finlandia 2021        |
| Slovenia           | 3ª al campionato europeo 2023               | Italia, Bulgaria, Israele e Macedonia del Nord 2023 |
| Svezia             | 4ª miglior 2ª al torneo di qualificazione   | Svezia 1993                                         |
| Svizzera           | 1ª alle torneo di qualificazione (girone E) | Italia, Bulgaria, Israele e Macedonia del Nord 2023 |
| Turchia            | 2ª miglior 2ª al torneo di qualificazione   | Italia, Bulgaria, Israele e Macedonia del Nord 2023 |
| Ucraina            | 8ª al campionato europeo 2023               | Italia, Bulgaria, Israele e Macedonia del Nord 2023 |

## Torneo

### Fase a gironi
I gironi sono stati sorteggiati il 4 ottobre 2025 al Castello normanno-svevo di Bari.
| Girone A | Girone B | Girone C | Girone D |
| -------- | -------- | -------- | -------- |
|          |          |          |          |
|          |          |          |          |
|          |          |          |          |
|          |          |          |          |
|          |          |          |          |
|          |          |          |          |

#### Girone A

##### Risultati
| 2026 [[]], [[]] Durata: - Spettatori: |
| 2026 [[]], [[]] Durata: - Spettatori: |
| 2026 [[]], [[]] Durata: - Spettatori: |
| 2026 [[]], [[]] Durata: - Spettatori: |
| 2026 [[]], [[]] Durata: - Spettatori: |
| 2026 [[]], [[]] Durata: - Spettatori: |
| 2026 [[]], [[]] Durata: - Spettatori: |
| 2026 [[]], [[]] Durata: - Spettatori: |
| 2026 [[]], [[]] Durata: - Spettatori: |
| 2026 [[]], [[]] Durata: - Spettatori: |
| 2026 [[]], [[]] Durata: - Spettatori: |
| 2026 [[]], [[]] Durata: - Spettatori: |
| 2026 [[]], [[]] Durata: - Spettatori: |
| 2026 [[]], [[]] Durata: - Spettatori: |
| 2026 [[]], [[]] Durata: - Spettatori: |

##### Classifica
| Pos. | Squadra | Pt | G | V | P | SV | SP | Ratio | PF | PS | Ratio |
| ---- | ------- | -- | - | - | - | -- | -- | ----- | -- | -- | ----- |
| 1.   |         |    | 5 |   |   |    |    |       |    |    |       |
| 2.   |         |    | 5 |   |   |    |    |       |    |    |       |
| 3.   |         |    | 5 |   |   |    |    |       |    |    |       |
| 4.   |         |    | 5 |   |   |    |    |       |    |    |       |
| 5.   |         |    | 5 |   |   |    |    |       |    |    |       |
| 6.   |         |    | 5 |   |   |    |    |       |    |    |       |

      Qualificata agli ottavi di finale.

#### Girone B

##### Risultati
| 2026 [[]], [[]] Durata: - Spettatori: |
| 2026 [[]], [[]] Durata: - Spettatori: |
| 2026 [[]], [[]] Durata: - Spettatori: |
| 2026 [[]], [[]] Durata: - Spettatori: |
| 2026 [[]], [[]] Durata: - Spettatori: |
| 2026 [[]], [[]] Durata: - Spettatori: |
| 2026 [[]], [[]] Durata: - Spettatori: |
| 2026 [[]], [[]] Durata: - Spettatori: |
| 2026 [[]], [[]] Durata: - Spettatori: |
| 2026 [[]], [[]] Durata: - Spettatori: |
| 2026 [[]], [[]] Durata: - Spettatori: |
| 2026 [[]], [[]] Durata: - Spettatori: |
| 2026 [[]], [[]] Durata: - Spettatori: |
| 2026 [[]], [[]] Durata: - Spettatori: |
| 2026 [[]], [[]] Durata: - Spettatori: |

##### Classifica
| Pos. | Squadra | Pt | G | V | P | SV | SP | Ratio | PF | PS | Ratio |
| ---- | ------- | -- | - | - | - | -- | -- | ----- | -- | -- | ----- |
| 1.   |         |    | 5 |   |   |    |    |       |    |    |       |
| 2.   |         |    | 5 |   |   |    |    |       |    |    |       |
| 3.   |         |    | 5 |   |   |    |    |       |    |    |       |
| 4.   |         |    | 5 |   |   |    |    |       |    |    |       |
| 5.   |         |    | 5 |   |   |    |    |       |    |    |       |
| 6.   |         |    | 5 |   |   |    |    |       |    |    |       |

      Qualificata agli ottavi di finale.

#### Girone C

##### Risultati
| 2026 [[]], [[]] Durata: - Spettatori: |
| 2026 [[]], [[]] Durata: - Spettatori: |
| 2026 [[]], [[]] Durata: - Spettatori: |
| 2026 [[]], [[]] Durata: - Spettatori: |
| 2026 [[]], [[]] Durata: - Spettatori: |
| 2026 [[]], [[]] Durata: - Spettatori: |
| 2026 [[]], [[]] Durata: - Spettatori: |
| 2026 [[]], [[]] Durata: - Spettatori: |
| 2026 [[]], [[]] Durata: - Spettatori: |
| 2026 [[]], [[]] Durata: - Spettatori: |
| 2026 [[]], [[]] Durata: - Spettatori: |
| 2026 [[]], [[]] Durata: - Spettatori: |
| 2026 [[]], [[]] Durata: - Spettatori: |
| 2026 [[]], [[]] Durata: - Spettatori: |
| 2026 [[]], [[]] Durata: - Spettatori: |

##### Classifica
| Pos. | Squadra | Pt | G | V | P | SV | SP | Ratio | PF | PS | Ratio |
| ---- | ------- | -- | - | - | - | -- | -- | ----- | -- | -- | ----- |
| 1.   |         |    | 5 |   |   |    |    |       |    |    |       |
| 2.   |         |    | 5 |   |   |    |    |       |    |    |       |
| 3.   |         |    | 5 |   |   |    |    |       |    |    |       |
| 4.   |         |    | 5 |   |   |    |    |       |    |    |       |
| 5.   |         |    | 5 |   |   |    |    |       |    |    |       |
| 6.   |         |    | 5 |   |   |    |    |       |    |    |       |

      Qualificata agli ottavi di finale.

#### Girone D

##### Risultati
| 2026 [[]], [[]] Durata: - Spettatori: |
| 2026 [[]], [[]] Durata: - Spettatori: |
| 2026 [[]], [[]] Durata: - Spettatori: |
| 2026 [[]], [[]] Durata: - Spettatori: |
| 2026 [[]], [[]] Durata: - Spettatori: |
| 2026 [[]], [[]] Durata: - Spettatori: |
| 2026 [[]], [[]] Durata: - Spettatori: |
| 2026 [[]], [[]] Durata: - Spettatori: |
| 2026 [[]], [[]] Durata: - Spettatori: |
| 2026 [[]], [[]] Durata: - Spettatori: |
| 2026 [[]], [[]] Durata: - Spettatori: |
| 2026 [[]], [[]] Durata: - Spettatori: |
| 2026 [[]], [[]] Durata: - Spettatori: |
| 2026 [[]], [[]] Durata: - Spettatori: |
| 2026 [[]], [[]] Durata: - Spettatori: |

##### Classifica
| Pos. | Squadra | Pt | G | V | P | SV | SP | Ratio | PF | PS | Ratio |
| ---- | ------- | -- | - | - | - | -- | -- | ----- | -- | -- | ----- |
| 1.   |         |    | 5 |   |   |    |    |       |    |    |       |
| 2.   |         |    | 5 |   |   |    |    |       |    |    |       |
| 3.   |         |    | 5 |   |   |    |    |       |    |    |       |
| 4.   |         |    | 5 |   |   |    |    |       |    |    |       |
| 5.   |         |    | 5 |   |   |    |    |       |    |    |       |
| 6.   |         |    | 5 |   |   |    |    |       |    |    |       |

      Qualificata agli ottavi di finale.

### Fase finale
|  | Ottavi di finale | Ottavi di finale | Ottavi di finale |  |  | Quarti di finale | Quarti di finale | Quarti di finale |   |   | Semifinali | Semifinali | Semifinali |   |   | Finale          | Finale          | Finale          |  |
|  |                  |                  |                  |  |  |                  |                  |                  |   |   |            |            |            |   |   |                 |                 |                 |  |
|  | -                | -                | -                |  |  |                  |                  |                  |   |   |            |            |            |   |   |                 |                 |                 |  |
|  | -                | -                | -                |  |  | -                | -                | -                |   |   |            |            |            |   |   |                 |                 |                 |  |
|  | -                | -                | -                |  |  | -                | -                | -                |   |   |            |            |            |   |   |                 |                 |                 |  |
|  | -                | -                | -                |  |  |                  |                  |                  |   |   | -          | -          | -          |   |   |                 |                 |                 |  |
|  | -                | -                | -                |  |  |                  |                  | -                | - | - |            |            |            |   |   |                 |                 |                 |  |
|  | -                | -                | -                |  |  | -                | -                | -                |   |   |            |            |            |   |   |                 |                 |                 |  |
|  | -                | -                |                  |  |  | -                | -                | -                |   |   |            |            |            |   |   |                 |                 |                 |  |
|  | -                | -                | -                |  |  |                  |                  |                  |   |   | -          | -          | -          |   |   |                 |                 |                 |  |
|  | -                | -                | -                |  |  |                  |                  |                  |   |   |            |            | -          | - | - |                 |                 |                 |  |
|  | -                | -                | -                |  |  | -                | -                | -                |   |   |            |            |            |   |   |                 |                 |                 |  |
|  | -                | -                | -                |  |  | -                | -                | -                |   |   |            |            |            |   |   |                 |                 |                 |  |
|  | -                | -                | -                |  |  |                  |                  |                  |   |   | -          | -          | -          |   |   | Finale 3º posto | Finale 3º posto | Finale 3º posto |  |
|  | -                | -                | -                |  |  |                  |                  | -                | - | - |            |            |            |   |   |                 |                 |                 |  |
|  | -                | -                | -                |  |  | -                | -                | -                |   |   |            |            |            |   |   | -               | -               | -               |  |
|  | -                | -                | -                |  |  | -                | -                | -                |   |   | -          | -          | -          |   |   |                 |                 |                 |  |
|  | -                | -                | -                |  |  |                  |                  |                  |   |   |            |            |            |   |   |                 |                 |                 |  |

#### Ottavi di finale
| 2026 [[]], [[]] Durata: - Spettatori: |
| 2026 [[]], [[]] Durata: - Spettatori: |
| 2026 [[]], [[]] Durata: - Spettatori: |
| 2026 [[]], [[]] Durata: - Spettatori: |
| 2026 [[]], [[]] Durata: - Spettatori: |
| 2026 [[]], [[]] Durata: - Spettatori: |
| 2026 [[]], [[]] Durata: - Spettatori: |
| 2026 [[]], [[]] Durata: - Spettatori: |

#### Quarti di finale
| 2026 [[]], [[]] Durata: - Spettatori: |
| 2026 [[]], [[]] Durata: - Spettatori: |
| 2026 [[]], [[]] Durata: - Spettatori: |
| 2026 [[]], [[]] Durata: - Spettatori: |

#### Semifinali
| 2026 [[]], [[]] Durata: - Spettatori: |
| 2026 [[]], [[]] Durata: - Spettatori: |

#### Finale 3º posto
| 2026 [[]], [[]] Durata: - Spettatori: |

#### Finale
| 2026 [[]], [[]] Durata: - Spettatori: |

## Classifica finale
| Pos     | Squadra | Rosa |
| ------- | ------- | ---- |
| Oro     |         |      |
| Argento |         |      |
| Bronzo  |         |      |
| 4       |         |      |
| 5       |         |      |
| 6       |         |      |
| 7       |         |      |
| 8       |         |      |
| 9       |         |      |
| 10      |         |      |
| 11      |         |      |
| 12      |         |      |
| 13      |         |      |
| 14      |         |      |
| 15      |         |      |
| 16      |         |      |
| 17      |         |      |
| 18      |         |      |
| 19      |         |      |
| 20      |         |      |
| 21      |         |      |
| 22      |         |      |
| 23      |         |      |
| 24      |         |      |

## Premi individuali
| Premio                | Nome | Squadra |
| --------------------- | ---- | ------- |
| MVP                   |      |         |
| Miglior palleggiatore |      |         |
| Miglior opposto       |      |         |
| Miglior schiacciatore |      |         |
|                       |      |         |
| Miglior centrale      |      |         |
|                       |      |         |
| Miglior libero        |      |         |